# Chapter Three: Yellow
Chapter Three: Yellow è il quarto EP della cantante statunitense Bea Miller, pubblicato il 6 ottobre 2017 dalla Hollywood Records.

## Tracce
1. Repercussions – 3:28
2. S.L.U.T. – 2:59
3. To The Grave (featuring Mike Stud) – 3:58